# Adam Savage
Adam Whitney Savage (født 15. juli 1967 i San Francisco) er en amerikansk tv-vært og ekspert i special effects. Han er mest kendt for programmet MythBusters på Discovery Channel, hvor han og medværten Jamie Hyneman sætter mange myter på spil og tester om de nu også passer. Lige nu er han meget på Youtube kanalen "Tested" hvor han og en flok andre "nørder" laver kostumer til for eksempel Comic-con, laver one day builds, og har det ellers bare sjovt.
Hans yndlingsmetode når han laver disse one-day-builds (som er f.eks samlesæt, kostumer, eller diverse samleobjekter der sjovt nok har fået sit navn fordi de højst varer 24 timer) er weathering, som får det/den til at se ældre og mere vejrbidt ud.
Hans yndlingsspil er millipede, atari, og han har købt og istandsat arkademaskinen.